# Eina (Cerdanya)
Eina (en francès Eyne) és una comuna de la Catalunya del Nord, a la comarca de l'Alta Cerdanya. Administrativament, pertany a l'Estat francès. És un vilatge conegut per la Reserva Natural Nacional de la Vall d'Eina.

## Etimologia
A partir del fet, constatat pel mateix Joan Coromines en les seves excursions pels Pirineus, que Eina és el poble que produeix més llet de tota la Cerdanya, i especialment l'estiu, a causa de la qualitat de les seves pastures, que permeten que el bestiar boví no conegui pràcticament un règim especial a l'època calorosa, el filòleg explica en el seu Onomasticom Cataloniae l'origen basc del topònim Eina. Procedeix del basc ezne (llet). Precisament els documents medievals donen sovint la forma Esna com a nom del poble.

## Geografia

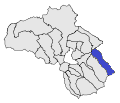
Eina a l'Alta Cerdanya

### Localització i característiques generals del terme
El terme comunal d'Eina, de 203.600 hectàrees d'extensió, és situat a l'extrem oriental de la comarca de l'Alta Cerdanya. És al límit amb les comarques del Conflent i del Ripollès.
El terme d'Eina, de forma aproximadament rectangular, allargassada, està situat al biaix de sud-est a nord-oest. La zona sud-est, que arriba a la carena axial dels Pirineus, és la més alta del terme; aquesta carena està formada pel Pic d'Eina a l'extrem nord-est, al límit amb els termes comunal de Fontpedrosa, de la comarca del Conflent, i municipal de Queralbs, de la del Ripollès, de 2.789,2 m alt, el Coll de Núria, a 2.680,8, el Pic de Núria, de 2.796,2, i el Puig o Pic de Finestrelles, de 2.826,9, al trifini amb Llo i el ja esmentat terme de Queralbs. Tot el límit amb Queralbs correspon al límit nord de la Vall de Núria.
El terme comunal està vertebrat íntegrament per la Ribera d'Eina: els límits laterals del terme són les carenes que la delimiten. A llevant, el contrafort nord-occidental del Pic d'Eina, ja esmentat, que davalla gradualment cap a la Torre d'Eina, de 2.828,8 m alt, el Serrat de les Fonts, de vers els 2.700, el Cambra d'Ase, de 2.726,5, el Cim del Ras, a 2.600, des d'on davalla cap a la plana cerdana, passant per la carena que separa les dues parts de l'estació d'esquí de l'Espai Cambra d'Ase, la de Sant Pere dels Forcats i la d'Eina. A ponent, és el contrafort, també nord-occidental, del Pic de Finestrelles, cap al Camp de Perones, a 2.600, la Serra dels Clots, vers els 2.450, la Pica del Quer, de 2.343,4, i baixa fins a trobar el Rec del Rondola, a 1.734 m alt. En aquest lloc el termenal occidental deixa de seguir el contrafort esmentat, i esdevé arbitrari, deixant de seguir accidents geogràfics naturals. El mateix passa amb l'oriental a partir del lloc anteriorment descrit.
El punt més alt del terme comunal d'Eina és el Pic de Finestrelles, amb els seus 2.826,9 m alt; el punt més baix és a 1.452,9 m alt en el trifini d'Eina, Sallagosa i Font-romeu, Odelló i Vià, a la llera de la Ribera d'Eina, molt poc abans que aquest curs d'aigua s'aboqui en l'Angust, o Rec de l'Angust.
La Ribera d'Eina neix al capdamunt de la Vall d'Eina, a prop de la Pica de les Nou Fonts i recorre la vall en direcció nord-oest fins a unir-se amb el riu de Bolquera per formar el Rec de l'Angust, que desemboca en el riu Segre.
El terme comunal d'Eina està inclòs en el Parc Natural Regional del Pirineu Català.
Termes municipals limítrofs:
| Font-romeu, Odelló i Vià / Sallagosa | Bolquera            | La Cabanassa                    |
| Llo                                  |                     | Sant Pere dels Forcats / Planès |
|                                      | Queralbs (Ripollès) | Fontpedrosa                     |

### El poble d'Eina

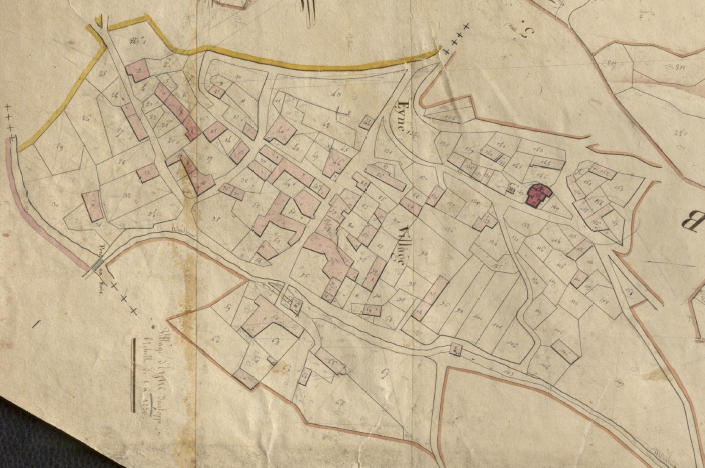
Eina en el Cadastre Napoleònic del 1812 (Arxius Departamentals dels Pirineus Orientals)

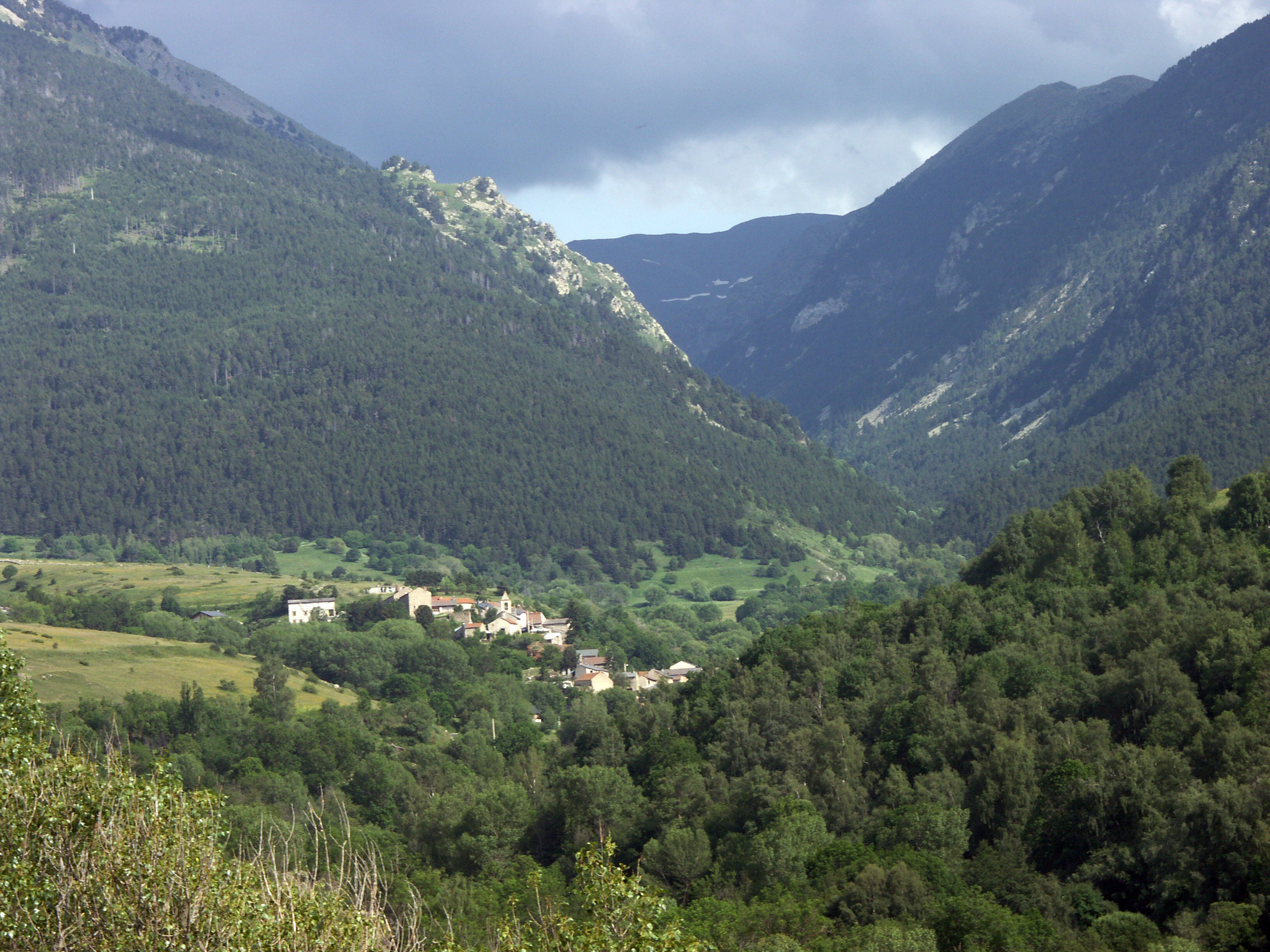
Vista general del poble d'Eina

El poble d'Eina es troba al nord-oest del seu terme comunal, a prop del centre del sector de la comuna que s'estén a la plana de la Cerdanya, al peu dels contraforts dels Pirineus.
És un poble bastant agrupat, principalment al llarg d'un carrer, format a partir de dos nuclis primigenis, cadascun d'ells en una terrassa a una alçària diferent. El superior havia estat murallat, i formava el castell que apareix documentat en textos medievals. En aquest nucli més enlairat hi ha l'església de Sant Miquel, amb el seu cementiri, situada en el sector sud-est del poble. Modernament s'ha format el barri de Darrer Can Gironella, encara més al sud-est. La Casa del Comú i la Casa del Parc són a Cal Martinet, les antigues escoles, a l'extrem de ponent del nucli urbà, en el nucli de menys elevació del poble.
El poble conserva els noms tradicionals d'algunes cases del poble: Cal Cua, o Cal Navarro, Cal Gració, Ca l'Hereu, Cal Martinet, Cal Pal, Cal Rigola, o Cal Jacomet, i Can Gironella.

### Eina 2600
Situada a llevant del poble i uns 250 metres més enlaire, Eina 2600 és una extensió moderna del poble d'Eina, a partir de l'Espai Cambra d'Ase. És una urbanització bastant gran de xalets, amb algunes instal·lacions d'esquí, unes cap al sud-est i d'altres cap al sud, les quals travessen el Bosc d'Eina.

### Monuments megalítics del terme d'Eina

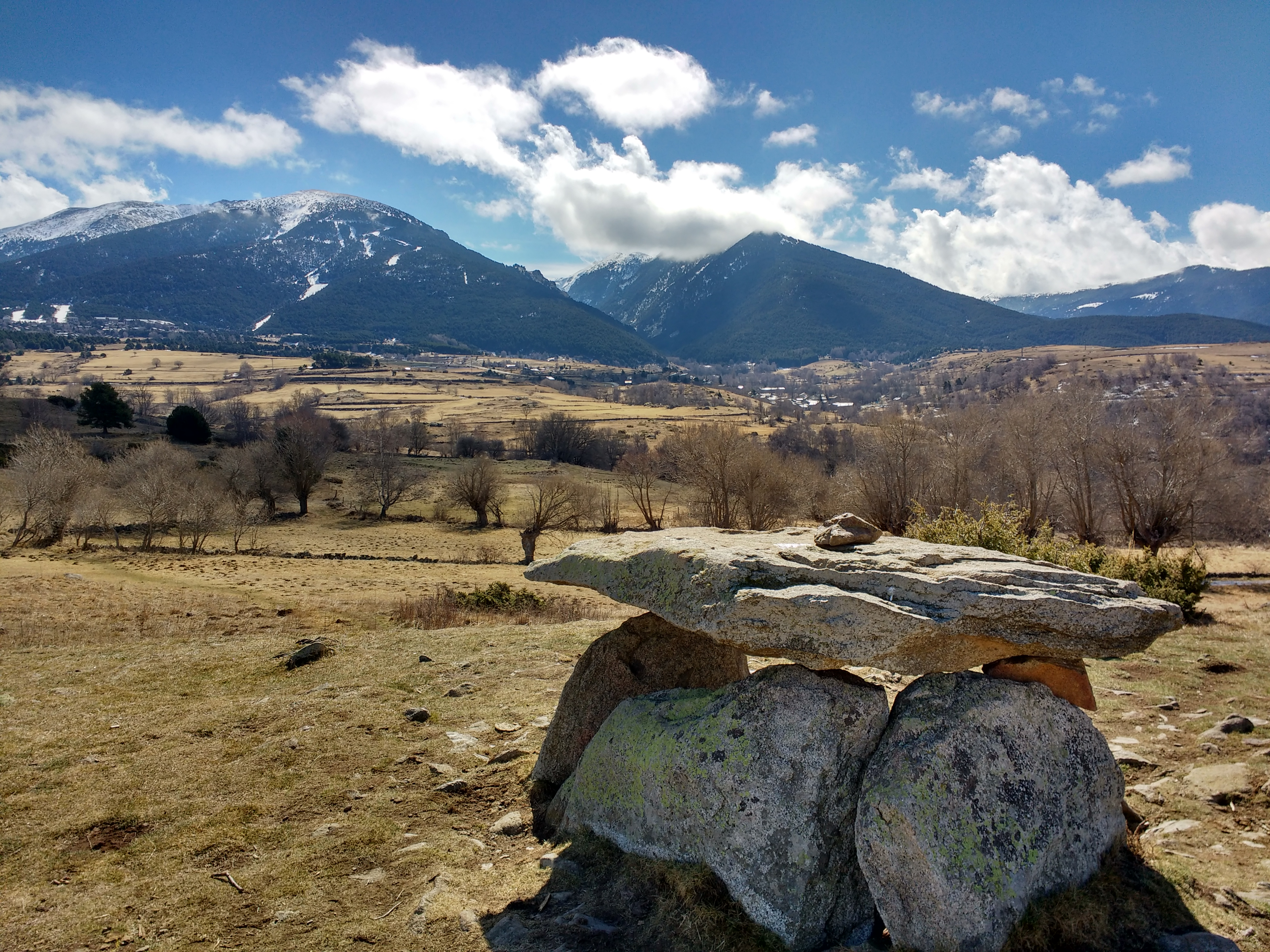
Dolmen dels Pasquerets

Són diversos els dòlmens i altres megàlits existents en el terme d'Eina. Al nord del terme hi ha el Dolmen de la Borda, o dels Pasquerets, que fou en el seu moment excavat i restaurat; més al sud, però encara en el sector nord, hi ha el Dolmen de lo Pou. En el mateix sector es troba la Cista megalítica del Molí, propera al Molí de Baix; al nord-est del terme, al sector proper al Coll de la Perxa, hi ha el Menhir del Coll de la Perxa. A prop i a ponent del poble d'Eina es troba l'Hàbitat del Pla de Bac, i al nord-oest seu, el Menhir del Molí d'Eina.

### Els masos del terme d'Eina
En el terme d'Eina hi ha algunes barraques aïllades, com la Barraca dels Guardes, la dels Negres i la dels Pastors, el refugi de la Cabana de l'Orri de Baix, la capella de Sant Miquel, el Molí de Baix, o Molí d'Eina, l'Orri de Baix, l'Orri de Dalt, i cinc telesquís, entre els quals el de la Coulée i el de Roques Blanques. De mas, pròpiament, no n'hi ha cap, fora de l'antic mas de Cal Martinet, al poble d'Eina, actual seu de la Casa del Comú i de la del Parc, amb el Jardi Etnobotànic.

### Hidrografia

#### Cursos d'aigua
El principal curs d'aigua del terme d'Eina és l'Eina, o Ribera d'Eina, de vegades anomenat també Ebre, que defineix la vall en la qual s'estén el terme comunal del mateix nom. A l'entorn d'aquest riu s'articulen els altres cursos d'aigua del terme. L'Eina és format a la capçalera per una sèrie de torrents de muntanya, aquí anomenats canals, que davallen del circ de capçalera de la vall, entre la Torre d'Eina, al nord-est del circ de capçalera, al Pic de Finestrelles, al sud-oest, amb el Pic d'Eina i el de Núria entre aquests dos cims. Aquests canals són, de llevant a orient, el de la Torre d'Eina, el de la Coma d'Eina, el del Serrat de la Collada de Núria, el del Serrat de Núria i els Canals del Pic de Finestrelles, amb el Forat de Dalt de Finestrelles, que s'uneixen abans del Pla de la Beguda, a partir d'on ja es coneix com a Ribera d'Eina. Més endavant, hi arriba per l'esquerra el Canal del Camp del Perones; en aquesta zona hi ha el saltant d'aigua del Botàs. Al cap de poc després, ara per la dreta, el Canal de la Barraca dels Pastors. Un bon tros cap al nord, són els Canals de la Jaça dels Anyells els que arriben per la dreta, i poc després el Canal del Bosc d'Eina, el Canal de Coma Ermada i el Rec de Coma Fumada, encara per la dreta. Després, i ara per l'esquerra, el Canal de l'Orri de Baix i el Canal de la Baralla; altre cop per la dreta, la Llissa Dreta, el Canal de les Roques Molles, el de la Jaça d'en Calbet i el Canal Ample, quasi davant del qual aflueix per l'esquerra el Canal de la Barraca dels Negres, i de seguida, ara per la dreta, el Canal de l'Esclop. Després d'un llarg tram sense cap afluència important, ja a prop del poble d'Eina arriba per la dreta el Canal de la Prada de Dalt i per l'esquerra el Rec de la Figuera del Quer, o de Coma d'Enllà, que neix en el veí terme de Llo. Riu avall, que ja discorre per la plana cerdana, dins del terme d'Eina no rep cap altre afluent, a part del Rec de Bolquera i el de Sant Joan de la Perxa.

#### Canals d'irrigació
Els canals d'irrigació existents en el terme d'Eina són el Rec d'Eina, o de la Vall, els dos recs del Molí, el Rec de la Ribera d'Eina, el del Rondola, o Rec Vell de les Canals. Per a poder captar l'aigua d'aquests recs, hi ha la Presa d'aigua del Rec d'Elna, la del Rec de Rondola, la del Rec de la Ribera d'Eina i la del Rec del Molí.

### Orografia
Alguns dels topònims del terme d'Eina reflecteixen espais geogràfics concrets o formes de relleu, com ara boscs: Bosc Comunal d'Eina, o, simplement, Bosc d'Eina, el Bosc Comunal del Quer, o, també, Bosc del Quer, ara integrat en l'anterior, i Bosc Estatal del Camí Ramader; colls: Coll de Núria; comes: la Coma d'Eina, la Coma de la Pica del Quer, la Coma de la Llebre, la Coma dels Colls, la Coma d'en Llanes, la Coma de Sant Joan de la Perxa, la Coma Enllà, la Coma Ermada, la Coma Fosca, la Coma Grossa, les Comes de Pallars; costes: Costa Guillem; muntanyes: Cambra d'Ase, el Cim del Ras, la Pica del Quer, o del Bosc del Quer, el Pic d'Eina, el Pic de Finestrelles, o Puig de Finestrelles, el Pic de Núria i la Torre d'Eina, o Torre del Serrat del Lloser; planes: Pla de la Beguda, Pla del Bac, Pla de les Fonts, Pla dels Pasquerets, els Plans; roques singulars: la Roca de la Beneta, la Roca del Plomall, Roca Flavià, Roc de l'Àliga, Roc del Colom, Roques Blanques i Roques Molles; serres i serrats: Serra del Bosc, Serra del Quer, Serra de Núria, Serra Mitjà, Serrat de Finestrelles, Serrat de Fontfreda, Serrat de les Fonts, Serrat de Coma d'Eina, Serrat de Coma Fosca, Serrat de la Collada de Núria, Serrat del Cambra d'Ase, Serrat del Camp del Perones, Serrat dels Clots, Serrat del Lloser, Serrat del Planès, Serrat de Sant Miquel, Serrat Moscador i Serrat Pedrós dels Clots, o de la Clota, i valls: la Vall, o Vall d'Eina.

### El terme comunal
Les partides i indrets específics del terme comunal d'Eina són Barbaleixa, la Barraca dels Guardes, la Barraca dels Negres, la Borda, el Botàs, la Bugada de les Encantades, el Camp de la Mare de Déu, el Camp de l'Era, el Camp del Martell, el Camp del Perones, el Carretal de la Vall, el Cim del Ras, els Colls, el Corral dels Porcs, la Creueta, Cul Grossa, Darrer Can Gironella, les Escudelles, les Esplanes, o la Prada de Baix, les Esplanes de Rotllan, l'Estret, la Farga Espatllada, les Feixetes, els Fontanals, la Font del Sastre, el Forat de Dalt de Finestrelles, el Forn de la Calç, els Fornells, les Freixes, Frescatells, la Jaça de l'Orri, la Jaça dels Anyells, la Jaça d'en Calbet, l'Illa Rosta, les Illes, la Llissa Dreta, la Llosa, el Malpàs, el Molí d'Eina, el Mollàs, el Moscador de Sant Pere, o el Serrat Moscador de Sant Pere, els Pasquerets, el Peiró, el Port, les Poses, o les Esposes, el Pou, el Pou de Grosset, el Pou del Blasi, la Prada de Dalt, el Prat del Pona, el Prat del Sicardó, el Prat Rodat, els Prats dels Clots, els Prats Magres, la Pujada del Burro de la Blaia, el Quer, o Pasquers del Quer, el Ras, o Pasquers del Ras, la Rodonella i els Tallats.

#### Senyals termenals
Els senyals que marquen els límits del terme d'Eina són tres creus sense nom ni numeració, la Creu 43, la 44, la 45, la Creu del Camí de Cerdanya, la Creu del Pla dels Pasquerets, les Creus de Coma Fumada, les Creus del Moscador de Sant Pere, dues fites sense nom ni numeració, la Fita 38, la 39, la 40, dos pilons sense nom ni numeració, el Piló de la Collada de Núria, el de la Jaça de l'Orri, el de la Serra de Núria, el del Cim del Ras, el de l'Orri d'Avall, el de l'Orri de Dalt, el del Serrat de Coma d'Eina, el del Serrat de Coma Fosca, el del Serrat de Finestrelles, el del Serrat de Fontfreda, el del Serrat de la Collada de Núria, el del Serrat del Cambra d'Ase, el del Serrat de les Fonts, el del Serrat dels Clots, el del Serrat del Camp del Perones, el del Serrat de Planès, la Roca dels Traginers, la Roca dels Tres Torns, la Roca Flavià, el Roc, el Roc Blanc (dos de diferents), el Roc de Font Lleganyosa, el Roc de la Coma de Sant Joan de la Perxa, Roc Negre, Roques Blanques, el Senyals de la Pica del Bosc del Quer i el Senyal del Serrat Pedrós dels Clots.

### Fites frontereres
El terme d'Eina té una sola fita fronterera, la número 508. És una creu gravada en una llosa de pedra natural horitzontal, una mica inclinada, situada en el Coll de Núria, o d'Eina, damunt de la carena axial dels Pirineus, uns 100 metres a llevant del corriol de muntanya que passa per aquest coll.

## Transports i comunicacions

### Carreteres
Dues són les carreteres que travessen el terme d'Eina, a part de la carretera N - 116, que només toca el terme d'Eina en dos punts: els extrems nord i nord-oest, on només freguen aquest terme. Aquesta carretera, Perpinyà - la Guingueta d'Ix, és la carretera que fa d'enllaç bàsic del Conflent i la Cerdanya. Passa ran de la riba dreta de la Tet, i permet arribar a Perpinyà en 81,1 quilòmetres.
A part, hi ha les carreteres D - 29 i D - 33. La D - 29 (N - 116, a Sallagosa/Font-romeu, Odelló i Vià - Eina) enllaça el poble amb la carretera N - 116, abans esmentada. La D - 33 (N - 116, al Coll de la Perxa, la Cabanassa - Estavar).

### Ferrocarril
Eina té estació del Tren Groc, Vilafranca de Conflent - la Tor de Querol, compartida amb Bolquera, prop del Coll de la Perxa, fora del terme d'Eina, però molt a prop. El traçat d'aquesta línia de ferrocarril no toca en cap moment la comuna d'Eina, però hi passa molt a prop, al nord-est del terme.

### Transport públic col·lectiu
Eina no té, directament, cap mitjà de transport públic directe, a part del TAD (Transport à la demande), però a través dels pobles veïns (la Cabanassa, Font-romeu, Bolquera, etc) compta amb la línia 260, que uneix Perpinyà amb la Cerdanya passant per Prada, fins on es directa des de la capital del Rosselló, Rià, Vilafranca de Conflent, Serdinyà, Oleta, Toès, Fontpedrosa, Fetges, Montlluís, Bolquera, Font-romeu, Èguet, Targasona, Angostrina, Vilanova de les Escaldes, Ur, Enveig, la Tor de Querol, la Cabanassa, Sallagosa, Er, Naüja, Oceja, la Guingueta d'Ix, Ur (fent un bucle a l'Alta Cerdanya), Enveig, la Tor de Querol, Porta i Portè. Aquesta línia circula de dilluns a dissabte amb quatre serveis diaris en direcció a la Cerdanya i cinc en direcció a Perpinyà, més un servei diari extra divendres i dissabte i tres serveis en cada direcció el diumenge.

### Els camins del terme
Els camins que uneixen el terme d'Eina amb els pobles i termes veïns són el Camí de Bolquera, el de Llo, el de Mirabò, o Camí Vell de Sallagosa, el de Núria, el de Sallagosa, el de Sant Pere dels Forcats, el Camí Militar, o del Génie, el Camí Ral, el Camí Vell de Montlluís, la Carrerada, la Carrerada del Camí Ramader, la Ruta de la Perxa, o Camí de Montlluís, la Ruta de Llo, la Ruta d'Odelló i el Torn de Cerdanya. Pel que fa als camins interns del terme propi, són el Camí de Costa Guillem, el de la Font del Sastre, el del Molí, el del Mollàs, el de Moscalló, el del Pontet de Missa, el del Port, el del Port i del Pla del Bac, el dels Fontanals, el del Molí d'Eina, o Vell del Molí d'Eina, el de Roques Blanques, el de Serra del Bosc, el Carretal de la Vall, la Pista del Bosc d'Eina i la Ruta Forestal de la Vall.

## Activitats econòmiques
Antigament, en el terme d'Eina s'havien explotat mines de ferro, que havien donat lloc a algunes fargues, relacionades amb els molins que hi havia. De fet, la mateixa Casa del Comú es troba a Cal Martinet, antiga casa el nom de la qual està directament relacionat amb aquella activitat. Tanmateix, l'activitat principal sempre ha estat relacionada amb la ramaderia i els seus derivats, principalment el bestiar boví i la producció de llet. Com ha quedat exposat en l'apartat dedicat a l'etimologia del nom del poble, aquest prové de la mateixa paraula basca per a la llet, ezna. En l'actualitat, encara té més d'un centenar de caps de bestiar boví, més de quatre-cents caps d'oví, alguns de cabrum i quasi una cinquantena d'equí. Més de dues-centes hectàrees es dediquen al conreu de prats i farratges; no arriben a la vintena les hectàrees dedicades a cereals (sègol, civada i blat), i menys de deu a la producció d'hortalisses.
Modernament, les activitats a l'entorn dels esports d'hivern de l'Espai Cambra d'Ase han fet que a Eina s'hagi desenvolupat el turisme a l'entorn d'aquests esports. L'estació d'esquí és municipal. Està en desenvolupament un establiment d'equitació, com a sortida de lleure per a les èpoques en què no hi ha neu.

## Història

Vista de l'interior de l'església de Sant Miquel

### Edat mitjana
La villa Esna és citada des del 913, i el 988 ja hi consta un alou del monestir de Sant Miquel de Cuixà. El segle xii és el monestir de Sant Martí del Canigó qui hi posseïa predis, i el XIII és el de Santa Maria de Marcèvol qui també hi consta. Tanmateix, és el priorat de Santa Maria de Cornellà de Conflent qui tenia la senyoria sobre el castell i el poble d'Eina, confirmada el 1263 per un privilegi de Jaume I, senyoria que no abandonà fins a la fi de l'Antic Règim.

## Demografia

### Demografia antiga
La població està expressada en nombre de focs (f) o d'habitants (h)
| 18 f | 16 f | 15 f | 9 f | 11 f | 11 f | 28 f | 23 f | 167 h | 40 f | 213 h | 42 f |

(Fonts: Pélissier, 1986.)

### Demografia contemporània
| Evolució de la població |      |      |      |      |      |      |      |      |
| 1793                    | 1800 | 1806 | 1821 | 1831 | 1836 | 1841 | 1846 | 1851 |
| 225                     | 216  | 238  | 281  | 250  | 269  | 264  | 310  | 330  |

| 1856 | 1861 | 1866 | 1872 | 1876 | 1881 | 1886 | 1891 | 1896 |
| ---- | ---- | ---- | ---- | ---- | ---- | ---- | ---- | ---- |
| 306  | 334  | 303  | 270  | 253  | 269  | 277  | 256  | 243  |

| 1901 | 1906 | 1911 | 1921 | 1926 | 1931 | 1936 | 1946 | 1954 |
| ---- | ---- | ---- | ---- | ---- | ---- | ---- | ---- | ---- |
| 224  | 211  | 205  | 186  | 155  | 151  | 128  | 111  | 76   |

| 1962 | 1968 | 1975 | 1982 | 1990 | 1999 | 2004 | 2009 | 2014 |
| ---- | ---- | ---- | ---- | ---- | ---- | ---- | ---- | ---- |
| 69   | 38   | 49   | 50   | 84   | 127  | 161  | 124  | 128  |

| 2016 |
| ---- |
| 124  |

Fonts: Ldh/EHESS/Cassini fins al 1999, després INSEE a partir deL 2004

### Evolució de la població

Població 1962-2008

## Administració i política

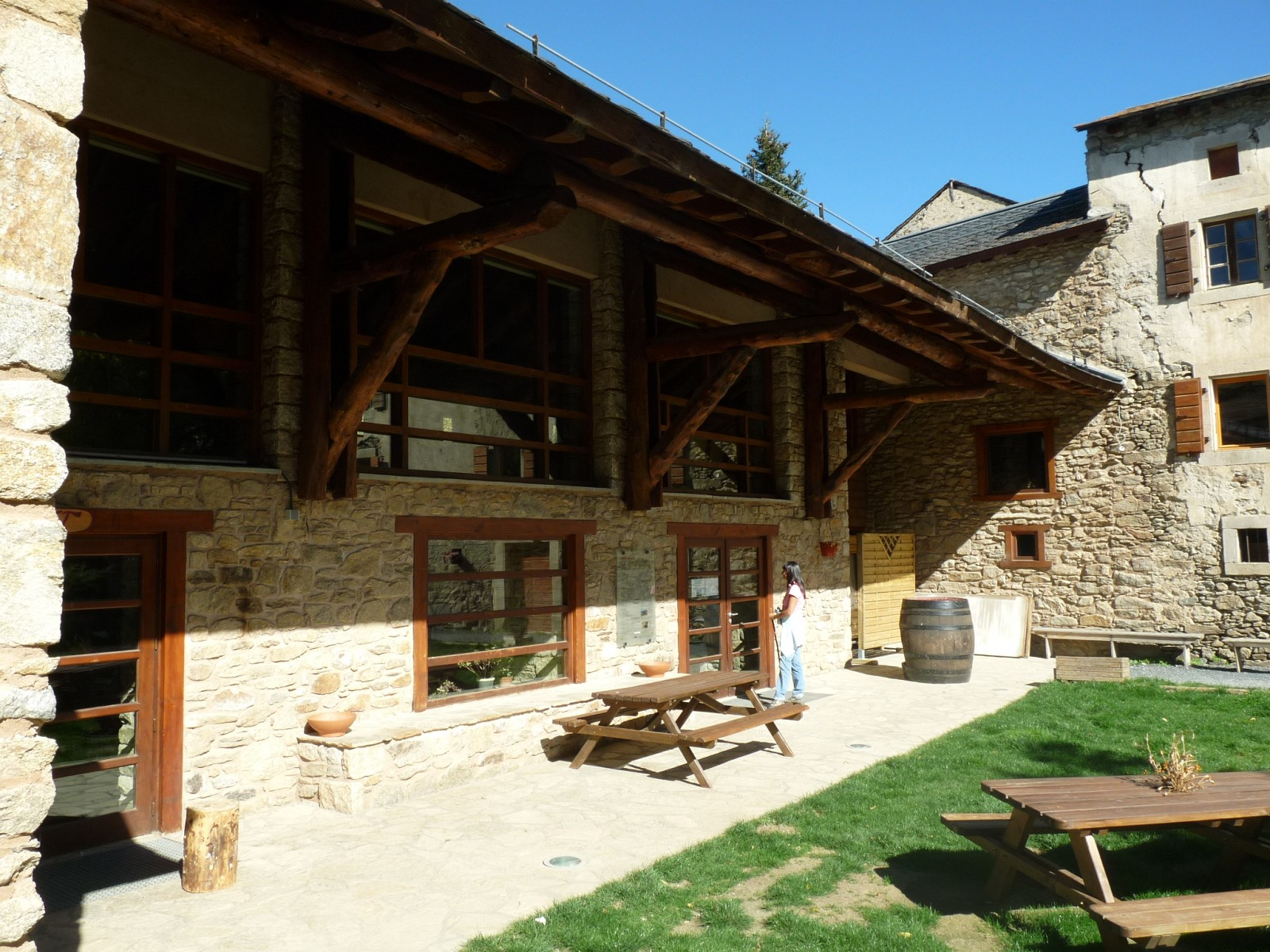
La Casa del Comú d'Eina, Cal Martinet

### Batlles
| Alcalde           | Període                       |
| ----------------- | ----------------------------- |
| Pierre Patau      | ? - 1815                      |
| Jean Inbern       | 1815 - ?                      |
|                   |                               |
| Raymond Guinovart | 1983 - 1989                   |
|                   |                               |
| Alain Bousquet    | Març del 2001 - Moment actual |

### Legislatura 2014 - 2020

#### Batlle
- Alain Bousquet, batlle.

#### Adjunts al batlle[10]
- 1r: Michel Batllo
- 2n: Marc Carcassonne
- 3a: Lydie Blondeau.

#### Consellers municipals
- Corinne Armengol
- Frédéric Beauviel
- Hugues Maggia
- Corinne Parassols
- Nicole Parent
- Philippe Poussin
- Francine Pradell - Pountounet.

### Adscripció cantonal
Des de les eleccions cantonals del 2015, Eina forma part del Cantó dels Pirineus Catalans.

### Serveis comunals mancomunats
Eina forma part de la Comunitat de comunes Pirineus catalans, amb capitalitat a la Llaguna, juntament amb Aiguatèbia i Talau, els Angles, Bolquera, la Cabanassa, Caudiers de Conflent, Censà, Font-romeu, Odelló i Vià, Font-rabiosa, Formiguera, la Llaguna, Matamala, Montlluís, Planès, Puigbalador, Ralleu, Real, Sant Pere dels Forcats i Sautó.

### Ensenyament i Cultura
Des de fa anys, Eina ja no disposa d'escola de cap nivell. Els infants del poble solen anar a l'escola a Bolquera, però també poden assistir a les escoles de Font-romeu, la Cabanassa, Montlluís, Er, Èguet, Fontpedrosa, etc. Els estudis de secundària es poden seguir als col·legis de Font-romeu o d'Oceja, i el batxillerat, igualment a Font-romeu, Oceja o la Guingueta d'Ix.

## Llocs d'interès
- Jardí Etnobotànic d'Eina
- Reserva Natural Nacional de la Vall d'Eina